# Clasismo

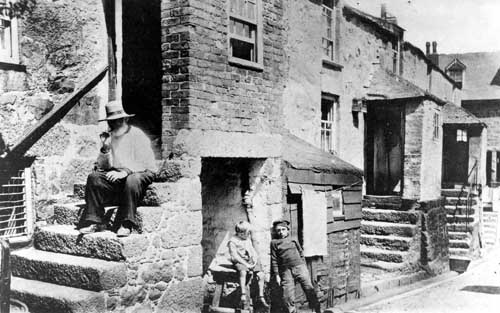
Obreros viviendo en condiciones infrahumanas en plena Revolución Industrial.

El clasismo es el prejuicio y discriminación basados en la pertenencia o no a determinadas clases sociales. Según el diccionario de la RAE, es la actitud o tendencia de quien defiende las diferencias de clase y la discriminación por ese motivo. Por lo general, un clasista asume su pertenencia a una u otra clase y obra en consecuencia para beneficiar los intereses de quienes son de su misma clase y en perjuicio de quienes no pertenecen a ella. 
La discriminación clasista es posible debido a que se asume que la sociedad está separada en clases sociales. De la discriminación clasista son víctimas quienes ocupan la posición de la clase baja o clase media por las clases dominantes.
El clasismo es un fenómeno que se entrecruza en ocasiones con el racismo. El origen de la discriminación no se basa en este caso en diferencias étnicas, sino en la pertenencia a diferentes clases sociales, debido a las condiciones socioeconómicas del individuo o grupo social. Los indicadores de pertenencia a dichas clases, percibidos como signos de éxito personal o distinción, están asimismo basados casi siempre en la apariencia externa de los individuos. El problema se agrava cuando la estratificación de las clases coincide con determinadas etnias, produciéndose un solapamiento de sentimientos discriminatorios racistas y clasistas.
Existen ideologías políticas fundamentadas en algún tipo de clasismo. De acuerdo a Max Weber, por ejemplo, una vez un grupo o clase ha obtenido un estatus elevado a través de ciertos logros, sus miembros tienden a limitar las oportunidades de que otros individuos las sustituyan, lo que a su vez genera conflictos que pueden incluso desembocar en revoluciones (ver clasicidio).
En sectores del movimiento obrero y las izquierdas de varios países de habla hispana, la palabra clasismo suele utilizarse también en una acepción invertida. De esto modo, sería clasista quien defiende los intereses de la clase obrera, promoviendo la lucha de clases. En la Argentina, el término fue usado para denominar a un sector sindical que cobró fuerza en los años 70: la Corriente Sindical Clasista, que tuvo una de sus principales expresiones en los sindicatos SITRAC-SITRAM, y aún hoy se utiliza en ese sentido.

## Tipos de clasismo
El clasismo suele ser dividido por los sociólogos en dos tipos:
- El clasismo individual, que se caracteriza por ser un prejuicio particular, donde una persona es el objeto de la discriminación y otra es el sujeto de esta. Dicho acto está basado en una serie de estereotipos y prejuicios presentes en la propia sociedad, que el individuo adquiere como parte de su cosmovisión y sus creencias. Un ejemplo de esto sucede cuando una persona tratar despectivamente a otra persona porque esta ejerce una profesión de baja cualificación. En esta situación, quien detenta el puesto de baja cualificación, se sitúa como una persona inferior solamente por el motivo de su trabajo. Creyéndose estar legitimado para tratarle con un trato hostil o indeseable, solamente porque tiene un puesto superior.
- El clasismo estructural o institucional es la forma en la que el Estado y otras instituciones, tales como la escuela, el sistema económico o en otro tiempo la iglesia, logran estratificar socialmente a los habitantes de un país. A diferencia del clasismo individual, la manera en la que se efectúa dicha segregación es "oculta" y ha sido estudiada por autores tales como Pierre Bourdieu, quien definió el concepto de violencia simbólica.

## Consecuencias
El clasismo, así como otros tipos de discriminación tienen consecuencias en la salud. Las personas que han sufrido este tipo de violencia, ya sea en el día a día o en eventos muy marcados en su vida tienden a tener menor vitalidad, experimentan sensaciones de pesadez, mayor estrés psicológico. Estos factores son indicadores de riesgo en la salud mental de los individuos, pudiendo desembocar en neurosis o inadaptabilidad social. Además de considerar los efectos pertinentes, ya mencionados, es posible que estos sean magnificados por la vulnerabilidad y sensibilidad de cada individuo.